# Vrijheidsdag

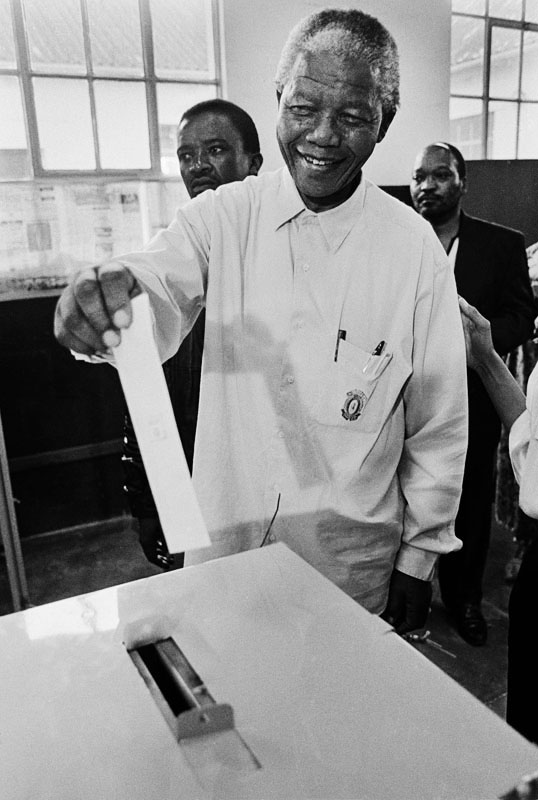
Mandela stemt op 27 april 1994.

Vrijheidsdag (Afrikaans: Vryheidsdag, Engels: Freedom Day) is een Zuid-Afrikaanse feestdag en algemene vakantiedag, die jaarlijks op 27 april gehouden wordt ter herinnering aan de eerste verkiezingen na de Apartheid in Zuid-Afrika, die op 27 april 1994 plaatsvonden. 
Deze verkiezingen waren de eerste verkiezingen, waarbij iedereen ouder dan 18 jaar, ook niet-burgers, mochten stemmen. Hierbij is geen gebruik gemaakt van een kiezerslijst. Tijdens eerdere verkiezingen tijdens de Apartheid hadden alleen blanken recht op het volledige stemrecht en hadden niet-blanken slechts beperkte stemrechten.
Sommige groepen en sociale bewegingen in Zuid-Afrika herdenken op deze dag "UnFreedom day" (niet-vrijheidsdag) waarbij zij het gebrek aan vrijheid, wat arme mensen (kunnen) ervaren, gedenken.